# Championnat du Gabon de football 2011-2012
Navigation
Saison précédente Saison suivante
La saison 2011-2012 du Championnat du Gabon de football est la trente-sixième édition du championnat de première division gabonaise, le Championnat National. Il se déroule sous la forme d’une poule unique avec quatorze formations, qui s’affrontent à deux reprises, à domicile et à l’extérieur. En fin de saison, les deux derniers du classement sont relégués et remplacés par les deux meilleurs clubs de deuxième division.
C’est le CF Mounana qui est sacré cette saison après avoir terminé en tête du classement, avec sept points d’avance sur l'US Bitam et dix sur l’AS Mangasport. Il s’agit du tout premier titre de champion du Gabon de l’histoire du club.

## Les clubs participants
| - FC 105 Libreville - AS Mangasport - AS Solidarité - Promu de D2 - AS Stade Mandji - SOGEA FC - Missile FC - Racing Club de Masuku - Promu de D2 | - Cercle Mbéri Sportif - AS Pélican - CF Mounana - USM Libreville - FC Sapins - US Bitam - US Oyem |

## Compétition

### Classement
| Rang | Équipe                 | Pts | J  | G  | N  | P  | Bp | Bc | Diff |
| ---- | ---------------------- | --- | -- | -- | -- | -- | -- | -- | ---- |
| 1    | CF Mounana             | 57  | 26 | 17 | 6  | 3  | 40 | 20 | +20  |
| 2    | US Bitam               | 50  | 26 | 14 | 8  | 4  | 30 | 19 | +11  |
| 3    | AS Mangasport          | 47  | 26 | 13 | 8  | 5  | 40 | 22 | +18  |
| 4    | AS Pélican             | 45  | 26 | 12 | 9  | 5  | 27 | 17 | +10  |
| 5    | Missile FCT            | 44  | 26 | 13 | 5  | 8  | 42 | 26 | +16  |
| 6    | FC Sapins              | 40  | 26 | 12 | 4  | 10 | 34 | 24 | +10  |
| 7    | US Oyem                | 38  | 26 | 10 | 8  | 8  | 31 | 26 | +5   |
| 8    | USM Libreville         | 35  | 26 | 10 | 5  | 11 | 28 | 26 | +2   |
| 9    | Cercle Mbéri Sportif   | 30  | 26 | 7  | 9  | 10 | 31 | 34 | -3   |
| 10   | AS SolidaritéP         | 28  | 26 | 6  | 10 | 10 | 30 | 34 | -4   |
| 11   | Racing Club de MasukuP | 24  | 26 | 6  | 6  | 14 | 33 | 57 | -24  |
| 12   | SOGEA FC               | 22  | 26 | 5  | 7  | 14 | 25 | 38 | -13  |
| 13   | AS Stade Mandji        | 20  | 26 | 4  | 8  | 14 | 23 | 42 | -19  |
| 14   | FC 105 Libreville      | 18  | 26 | 5  | 3  | 18 | 21 | 50 | -29  |

|  | Qualification pour la Ligue des champions de la CAF 2013 |
|  | Qualification pour la Coupe de la confédération 2013     |
|  | Relégation en deuxième division                          |
|  | T : Tenant du titre P : Promu de D2                      |

## Bilan de la saison
| Championnat du Gabon de football 2011-2012                        |                        |
| Champion                                                          | CF Mounana (1er titre) |
| Coupes et trophées                                                |                        |
| Vainqueur de la Coupe du Gabon 2011-2012                          | Non disputée           |
| Qualifications continentales                                      |                        |
| Ligue des champions de la CAF 2013                                | CF Mounana             |
| Coupe de la confédération 2013                                    | US Bitam               |
| Promotions et relégations                                         |                        |
| Promus en Championnat National                                    | Stade Migovéen         |
| Promus en Championnat National                                    | FC Nguen’Asuku         |
| Relégués en Championnat du Gabon de football de deuxième division | AS Stade Mandji        |
| Relégués en Championnat du Gabon de football de deuxième division | FC 105 Libreville      |